# Trópea (Arcadie)
Trópea (grec moderne : Τρόπαια), anciennement connue sous sous le nom de Vervítsa (grec moderne : Βερβίτσα), est une localité située dans le dème de Gortynie, dans le district régional d'Arcadie, dans la périphérie du Péloponnèse, en Grèce.
Selon le recensement de 2021, elle compte 372 habitants.